# Olga Szabó-Orbán
Olga Szabó-Orbán (Cluj-Napoca, 9 de octubre de 1938-Budapest, 5 de enero de 2022) fue una deportista rumana que compitió en esgrima, especialista en la modalidad de florete.
Participó en cinco Juegos Olímpicos de Verano entre los años 1956 y 1972, obteniendo en total tres medallas: plata en Melbourne 1956, bronce en México 1968 y bronce Múnich 1972. Ganó ocho medallas en el Campeonato Mundial de Esgrima entre los años 1961 y 1970.

## Palmarés internacional
| Juegos Olímpicos   | Juegos Olímpicos          | Juegos Olímpicos  | Juegos Olímpicos    |
| Año                | Lugar                     | Medalla           | Prueba              |
| ------------------ | ------------------------- | ----------------- | ------------------- |
| 1956               | Melbourne (Australia)     | Medalla de plata  | Florete individual  |
| 1968               | Ciudad de México (México) | Medalla de bronce | Florete por equipos |
| 1972               | Múnich (RFA)              | Medalla de bronce | Florete por equipos |
| Campeonato Mundial |                           |                   |                     |
| Año                | Lugar                     | Medalla           | Prueba              |
| 1961               | Turín (Italia)            | Medalla de bronce | Florete por equipos |
| 1962               | Buenos Aires (Argentina)  | Medalla de oro    | Florete individual  |
| 1965               | París (Francia)           | Medalla de plata  | Florete individual  |
| 1965               | París (Francia)           | Medalla de plata  | Florete por equipos |
| 1967               | Montreal (Canadá)         | Medalla de bronce | Florete por equipos |
| 1969               | La Habana (Cuba)          | Medalla de oro    | Florete por equipos |
| 1970               | Ankara (Turquía)          | Medalla de plata  | Florete por equipos |
| 1970               | Ankara (Turquía)          | Medalla de bronce | Florete individual  |